# Air Somalia
Air Somalia je privatni zračni prijevoznik u Somaliji sa sjedištem u glavnom gradu Mogadišu. Osnovan je 2001. godine.
Glavna odredišta za međunarodne letove su države Afričkog kontinenta i Srednjeg istoka.